# SS Heimwehr Danzig

Bandera de la SS-Heimwehr Danzig

La SS Heimwehr "Danzig" fue una unidad de las SS establecida en la Ciudad Libre de Dánzig (hoy Gdansk y alrededores, Polonia) antes de la Segunda Guerra Mundial. Luchó con el ejército alemán contra el ejército polaco durante la invasión de Polonia, y algunos de sus miembros cometieron una masacre de civiles polacos. Después de esto, pasó a formar parte de la 3ª División SS Totenkopf y dejó de existir como una unidad independiente.
También conocida como Heimwehr Danzig (Defensa Local de Dánzig), se estableció oficialmente el 20 de junio de 1939, cuando el senado de Danzig, bajo la dirección de Albert Forster decidió establecer su propia fuerza armada; un cuadro de esta nueva unidad formó principalmente la Danzig SS Wachsturmbann "Eimann".

## Historia
El Reichsführer-SS Heinrich Himmler apoyó este proyecto y envió al SS-Obersturmbannführer Hans Friedemann Götze a Danzig. Goetze fue el comandante del III. Sturmbann (Batallón) del 4º SS-Totenkopfstandarte "Ostmark", establecido en octubre de 1938 en Berlín-Adlersheim.
El III. Sturmbann se fortaleció con la ayuda de las fuerzas de defensa antitanques (el Panzerabwehr-Lehrsturm del SS-Totenkopfstandarten), así como unos 500 voluntarios adicionales de Danzig que llamaron a su nueva unidad SS-Sturmbann "Goetze". Se formó para realizar acciones policiales en y alrededor de Danzig. Los hombres de las SS de Danzig habían sido miembros de una tropa especial de las SS establecidas en julio de 1939, -la Wachsturmbann "Eimann"- y a principios de agosto este autodenominado Sturmbann "Goetze" llegó a la península en la boca del Vístula, llamado Danzig Westerplatte. . Allí se escondió en los barcos alemanes, incluido el barco de entrenamiento naval SMS Schleswig-Holstein.
El Volksdeutsche (alemanes étnicos) en Danzig fundaron la Heimwehr Danzig (Milicia de Danzig) de 1.550 hombres.
El 1 de septiembre de 1939, las tropas alemanas atacaron Polonia. La Heimwehr Danzig participó bajo el mando del ejército alemán y en el proceso se capturó la oficina de correos de Polonia después de quince horas. Durante los ataques, las fuerzas alemanas utilizaron vehículos blindados ADGZ, artillería y lanzallamas de 75 mm y 105 mm contra las fuerzas polacas armadas con pistolas, rifles, ametralladoras ligeras y granadas. La Danzig SS-Heimwehr participó en el ataque al Danzig Westerplatte, y ya era considerado parte de la 3ª División SS Totenkopf que se estaba formando bajo Theodor Eicke. Más tarde, proporcionó servicios de guardacostas en Danzig.
El 8 de septiembre, miembros de la SS-Heimwehr Danzig mataron a 33 civiles polacos en la aldea de Ksiazki. Otras milicias similares también participaron en crímenes de guerra perpetrados contra civiles polacos.
El 30 de septiembre de 1939, la Heimwehr se convirtió en parte de la 3.ª Panzerdivision SS Totenkopf, formando el cuadro de su regimiento de artillería.

### Comandantes
El SS-Obersturmbannführer Hans Friedemann Götze.

### Formación de combate
- Personal militar (SS-Obersturmbannführer Hans Friedemann Goetze; III./4. SS-Totenkopfstandarte "Ostmark")
- I. Compañía de fusileros (SS-Hauptsturmführer Karl Thier; 2. SS-Totenkopfstandarte "Brandenburg")
- II. Compañía de fusileros (SS-Obersturmführer Willy Bredemeier; 2. SS-Totenkopfstandarte "Brandenburg")
- III. Compañía de fusileros (SS-Hauptsturmführer George Braun; 2. SS-Totenkopfstandarte "Brandenburg")
- IV. Compañía de fusileros (SS-Hauptsturmführer Erich Urbanietz; 3. Totenkopfstandarte "Thüringen")
- V. Compañía de fusileros (SS-Hauptsturmführer Otto Baier, 6. SS-Standarte de las Allgemeine SS)
- 13. Compañía de Infantería (SS-Hauptsturmführer Walter Schulz; Stammabteilung 6 de las Allgemeine SS)
- 14. Compañía de Defensa Antitanque (SS-Hauptsturmführer Josef Steiner; Oficina Principal de la SD)
- 15. Compañía de Defensa Antitanque (SS-Obersturmführer Otto Leiner; 10. Standarte de las Allgemeine-SS)

## La SS-Wachsturmbann "Eimann"
La SS-Wachsturmbann "Eimann" fue establecida a principios de junio de 1939 en Danzig por el entonces SS-Sturmbannführer Kurt Eimann y fue considerada como una reserva armada de la Danzig SS-Standarte 36. Se usó también en las áreas del Volksdeutsche (Alemania étnica) de Corredor Polaco, con el fin de inducir a los alemanes étnicos a unirse a las SS, en particular la Totenkopfverbände.
La SS-Wachsturmbann Eimann cometió varias masacres en la región entre Karthaus y Neustadt en Westpreußen desde el 13 de septiembre de 1939. La mayoría de las personas asesinadas eran judíos.

### Comandantes
El SS-Sturmbannführer Kurt Eimann.

### Formación de Combate
- Mando
- I. Escuadrón (cien hombres)
- II. Escuadrón
- III. Escuadrón
- IV. Escuadrón
- Escuadrón de camiones

Después de la "reunificación de Dánzig con el Reich alemán", la Wachsturmbann "Eimann" proporcionó personal para el recién establecido campo de concentración Stutthof cerca de Dánzig. El gobierno nazi también lo empleó para "tareas policiales especiales" en el nuevo Reichsgau Danzig-Westpreussen, lo que significa que se usó para perseguir y encarcelar a judíos polacos.